# Madron
Madron é um filme norte-americano de 1970, do gênero faroeste, dirigido por Jerry Hopper e estrelado por Richard Boone e Leslie Caron.
Madron é um faroeste violento, filmado no Negueve, Israel. Supõe-se que seja o primeiro filme rodado naquele país sem um tema israelense.
A canção "Till Love Touches Your Life", de Riz Ortolani e Arthur Hamilton, foi indicada ao Oscar e ao Globo de Ouro.

## Sinopse
A freira Irmã Mary pede a ajuda de Madron após ser a única sobrevivente de um ataque de Apaches. Três bandidos tentam estuprar a freira, mas Madron mata dois deles. O terceiro jura lealdade à Irmã Mary em troca de sua vida. Depois de uma tocaia dos índios, a freira surge sem as roupas religiosas...

## Premiações
| Patrocinador                                    | Prêmio       | Categoria              | Situação |
| ----------------------------------------------- | ------------ | ---------------------- | -------- |
| Academia de Artes e Ciências Cinematográficas   | Oscar        | Melhor Canção Original | Indicado |
| Associação de Imprensa Estrangeira de Hollywood | Golden Globe | Melhor Canção Original | Indicado |

## Elenco
| Ator/Atriz    | Personagem |
| ------------- | ---------- |
| Richard Boone | Madron     |
| Leslie Caron  | Irmã Mary  |
| Gabi Amrani   | Angel      |